# Walter Carpenter
Walter Cecil Carpenter (Ingestre, 27 marzo 1834 – Londra, 13 maggio 1904) è stato un ammiraglio e politico britannico.
Precedentemente conosciuto inizialmente come Walter Cecil Talbot fino a quando, con licenza Reale, mutò il suo nome.

## Biografia
Walter Talbot nacque il 27 marzo 1834 a Ingestre, Staffordshire. Era il secondo figlio di Henry Chetwynd-Talbot, XVIII conte di Shrewsbury e Lady Sarah Elizabeth, figlia di Henry Beresford, II marchese di Waterford. Si sposò con Sarah Carpenter dopo aver ottenuto il cambio di cognome.

### Carriera militare
Walter Talbot entrò nella Royal Navy nel 1847. Promosso tenente il 22 settembre 1854, prestò servizio sulla HMS Hannibal dal 24 giugno 1856 durante la guerra di Crimea nel Mar Nero e poi nel Mar Mediterraneo. Fu assegnato alla HMS Nile il 6 dicembre 1858. Promosso comandante il 16 giugno 1859, fu sulla HMS Steady dal 18 novembre 1864 al 2 marzo 1865 in servizio nelle Indie Occidentali e al largo del Nord America. Fu a bordo della HMS Fawn, nelle Indie Occidentali, dal 2 marzo 1865 al 14 aprile 1866.
Promosso capitano l'11 aprile 1866, divenne comandante della fregata HMS Royal Alfred nel settembre 1867. Prestò servizio come comandante della HMS Bristol, una nave da addestramento per cadetti navali, dal 19 gennaio 1871 al 15 dicembre 1871. Comandò nuovamente un'altra nave da addestramento per cadetti, la HMS Ariadne, dal 16 dicembre 1871 al 2 settembre 1873. Dal 1873 al 1876 prestò servizio a terra presso il Portsmouth Naval Home Command e come aiutante dell'ammiraglio Edward Fanshawe e servì come capitano di bandiera nella HMS Duke of Wellington dal 16 ottobre 1876.
Fu assegnato come comandante della corazzata HMS Temeraire nel marzo 1880 e divenne comandante della corazzata HMS Belleisle nel marzo 1881.
Walter Carpenter (con il nuovo nome a partire dal 1868) fu promosso contrammiraglio il 29 dicembre 1882 e fu assegnato come Senior Officer, Coast of Ireland Station il 1º gennaio 1887 prima di essere promosso viceammiraglio l'8 novembre 1888. Promosso ammiraglio il 28 maggio 1894, si ritirò completamente l'11 marzo 1896.
Carpenter fu eletto nel Parlamento alle elezioni generali nel Regno Unito del 1859 nel collegio della Contea di Waterford rimanendo in carica fino al 1865.

### Il titolo
Walter assunse, con Licenza Reale datata al 1º giugno 1868, il cognome e le armi dei Carpenter, al posto di quelli dei Talbot, in conformità con l'ingiunzione testamentaria di Sarah, contessa di Tyrconnell, vedova di John Delavel Carpenter, ultimo conte di Tyrconnell. 
Walter Carpenter, così rinominato, sposò Maria Georgiana Mundy il 27 ottobre 1869 presso la Chiesa Parrocchiale di Marylebone, Londra. Morì il 13 maggio 1904 a Londra e fu sepolto due giorni dopo a Bolton-on-Swale. Non avevano figli sopravvissuti. 
Carpenter sposò poi Beatrice, figlia di Thomas De Grey, V barone Walsingham e Emily Elizabeth Julia Thellusson. Non nacquero bambini da questa unione.

## Stemma

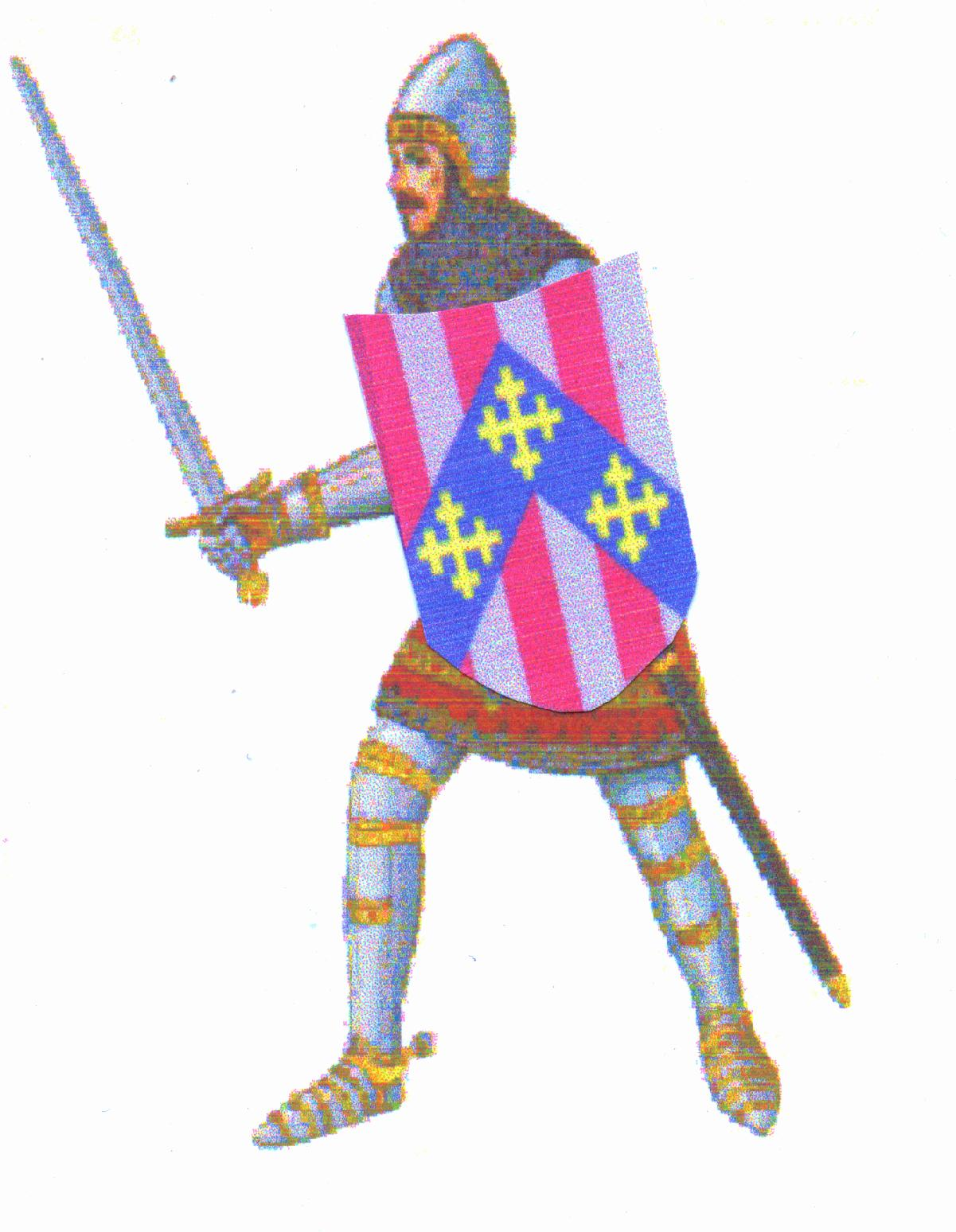
Immagine di un cavaliere medievale con le insegne dei Carpenter sullo scudo

Walter Talbot, a seguito del cambio di nome in Carpenter, ereditò lo stemma dalla sua prima moglie, la vedova Lady Carpenter. Questo armoriale sembra essere di origine francese o normanna, e riporta il motto: "Per Acuta Belli" (Attraverso le asperità di guerra). Questo stemma fu poi ereditato da John Carpenter, il giovane (c. 1372 – 1442) che fu il noto Town Clerk of London di Londra durante i regni di re Enrico V d'Inghilterra e re Enrico VI d'Inghilterra. Il motto a quanto pare è cambiato più volte nel corso dei secoli.
Lo stemma è noto anche come Stemma Hereford, dalla città di Hereford, in Inghilterra di cui era originaria la famiglia Carpenter.
A causa della mancanza di figli sopravvissuti di Walter Carpenter, le insegne furono in seguito concesse dalla licenza reale ad un altro parente dopo la sua morte, a Sir William Boyd Carpenter (1841–1918), un sacerdote inglese della [Chiesa stabilita] d'Inghilterra, vescovo di Ripon.